# Iván Hernández
Iván Hernández Soto (Madrid, España, 27 de febrero de 1980) es un exfutbolista español que jugaba como defensa.

## Trayectoria
Formado en las categorías inferiores del C. D. Colonia Moscardó, también jugó en los filiales del Club Atlético de Madrid antes de debutar en Segunda División con en el Málaga C. F. "B".
Después de dos años en el club malagueño, fichó por el Real Valladolid C. F., con quien consiguió el ascenso a Primera División en la campaña 2006-07. Al no entrar en los planes del entrenador José Luis Mendilibar para la nueva categoría, firmó un contrato con el Real Sporting de Gijón, con quien logró, en la temporada 2007-08, su segundo ascenso consecutivo a Primera División. Tras un nuevo ascenso a la máxima categoría en la campaña 2014-15 decidió abandonar la práctica del fútbol y pasó a integrar el cuerpo técnico del Real Sporting de Gijón "B" como técnico auxiliar. Desde noviembre de 2018 ejerce como segundo entrenador del primer equipo del Sporting.

## Clubes
| Club                        | País   | Año       |
| --------------------------- | ------ | --------- |
| C. D. Colonia Moscardó      | España | 1998-1999 |
| Atlético Amorós             | España | 1999-2000 |
| C. F. Rayo Majadahonda      | España | 2000-2001 |
| Club Atlético de Madrid "B" | España | 2001-2002 |
| A. D. Alcorcón              | España | 2002-2003 |
| Málaga C. F. "B"            | España | 2003-2005 |
| Real Valladolid C. F.       | España | 2005-2007 |
| Real Sporting de Gijón      | España | 2007-2015 |